# آلبرت پارک (ویکتوریا)
آلبرت پارک (به انگلیسی: Albert Park) یکی از مناطق در حومه شهر ملبورن است که در ۴ کیلومتری این شهر واقع شده است.